# Wasserkunst Herrenhausen
Die Wasserkunst in Hannover-Herrenhausen ist ein historisches System zur Förderung, Hebung und Führung von Wasser, das angelegt wurde, um für den Betrieb der Großen Fontäne im Großen Garten Wasser mit dem erforderlichen Druck in der erforderlichen Menge bereitzustellen.

## Hintergrund
Nachdem im Dreißigjährigen Krieg Herzog Georg von Braunschweig-Lüneburg 1636 die Stadt Hannover zu seiner Residenz erklärt hatte, ließ er dafür im Jahr darauf in der Altstadt ab 1637 das Leineschloss errichten. Das Schloss besaß jedoch keinen eigenen Garten, der aus Platzgründen ab 1645 daher zunächst außerhalb der Stadtbefestigung Hannovers angelegt wurde, auf dem Gelände der ehemaligen Quirrenburg im nördlichen Bereich des damaligen Dorfes Linden. Dieser Lust- und „Küchengarten“ lag jedoch nicht in unmittelbarer Umgebung des Leineschlosses, und so bestimmte der Sohn Georgs, Herzog Johann Friedrich, nach dem Ende des Krieges durch den Westfälischen Frieden den Bau eines zusätzlichen Schlosses an der Stelle des damaligen Dorfes „Höringhusen“: Die Sommerresidenz Schloss Herrenhausen erhielt ab 1675 den absolutistisch geprägten barocken Großen Garten, der unter dem Architekten und Wasseringenieur Girolamo Sartorio, dem Baumeister Brand Westermann, dem Grottierer Michael Riggus und dem Fontänenmeister Marinus Cadart erste Wasserspiele erhielt sowie die Grotte und die Große Kaskade.

## Vorläuferkonstruktionen
Für die Wasserspiele wie auch die Bewässerung im Großen Garten von Herrenhausen gab es zunächst große technische Probleme sowohl bei der Herbeischaffung von genügend Wasser als auch bei der Druckerzeugung: Ab 1676 legte der Fontänenmeister Marinus Cadart anfangs zwei Wasserhochbehälter an auf dem Sandberg nördlich des Pagenhauses. Die Behälter wurden durch hölzerne und bleierne Rohrleitungen gespeist, die erst vom Lindener Küchengarten herführten, seit 1687 auch vom acht Kilometer entfernten Benther Berg. Die Anlagen brachten jedoch nicht die erwünschte Wirkung; im Sommer 1689 wurde Marinus Cadart entlassen.
1690 entwickelte der Celler Hofbauarchitekt Johann Friedrich de Münter Pläne für ein Schöpfrad an der Leine, um das Wasser zum Großen Garten zu transportieren. De Münter plante auch pferdegetriebene Göpelwerke direkt am Ort der Wasserentnahme, um den Wasserdruck zu erhöhen, erhöhte die Herrenhäuser Wasserbehälter (die bis zu ihrer Einebnung 1956 ihren Dienst versahen) und kleidete sie mit Sandstein aus, so dass ein höherer Gefälledruck die Fontänen endlich in größere Höhen brachte. De Münter erkrankte jedoch 1692 und starb im August 1693 in Celle.

## Erste funktionsfähige Konstruktion

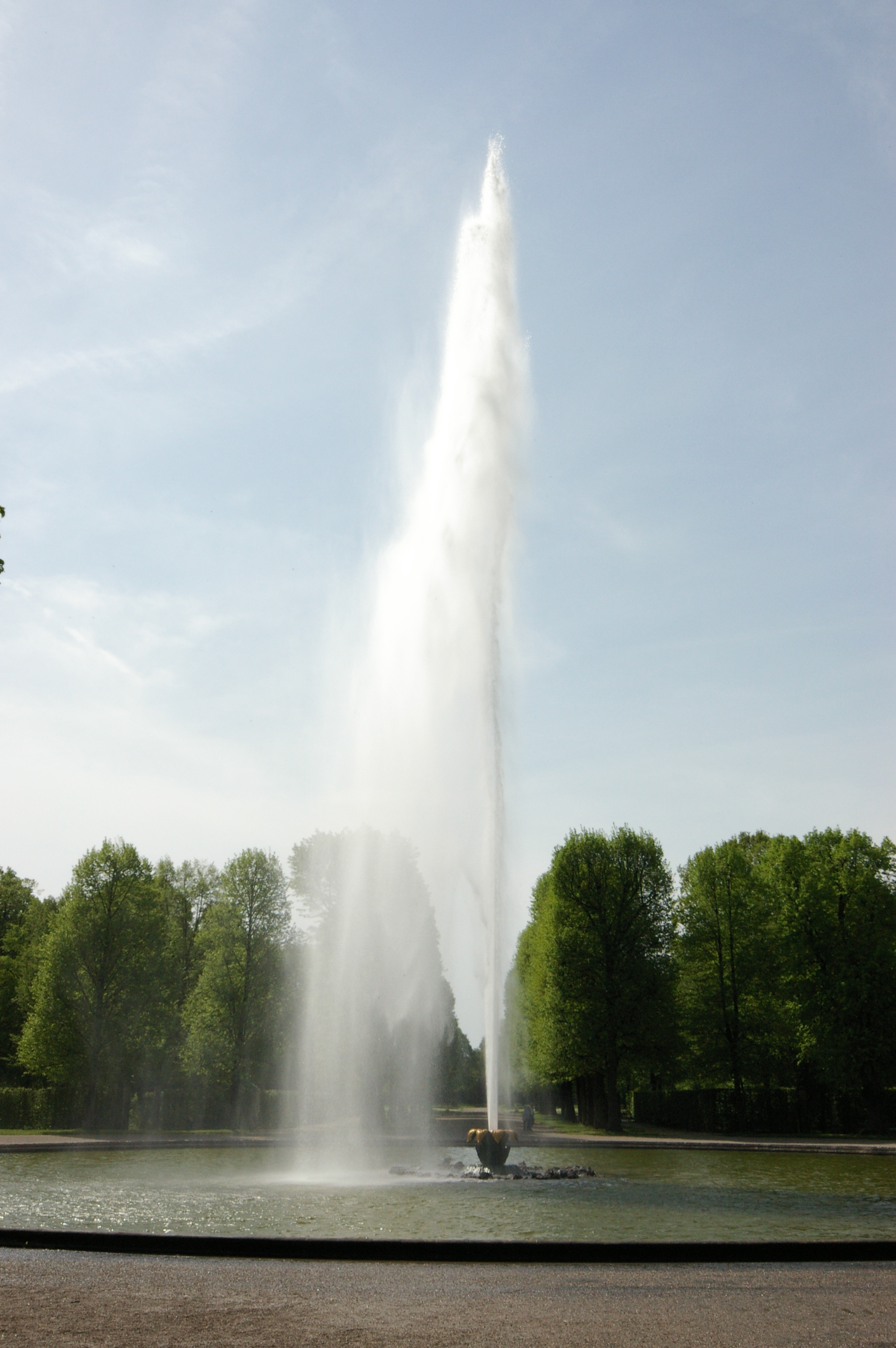
Große Fontäne

Gottfried Wilhelm Leibniz, „der seiner Lieblingsgesprächspartnerin Kurfürstin Sophie oft in ihrem Lebensprojekt, den Herrenhäuser Gärten, begegnete,“ kam für die erwünschte „höchste [Fontäne] in Europa“ auf die Idee, „aus der Leine einen Kanal abzuzweigen und an dessen Beginn ein Stauwehr mit Wasserrad zu bauen“. Nach dem Plan von Leibniz wurde mit dem Bau wurde begonnen, das Stauwerk wurde jedoch erst 1718 fertiggestellt.
Dabei wurde das Wasser bis zu 3,20 Meter aufgestaut und bewegte fünf 9,35 Meter große Wasserräder im damaligen Pumphaus. Von dort versorgte eine 600 Meter lange Druckleitung den Wasserbedarf des Großen Gartens, die in ihm befindlichen Wasserspiele sowie die ihn umgebende Graft. Nach Korrekturen des Bleirohrsystems konnte die Große Fontäne 1720 schließlich bis zu 35 Meter hoch aufsteigen.
Damit die Leine aber trotz dieses Aufstaus schiffbar blieb, wurde ab 1718 der Ernst-August-Kanal als Umflutkanal ausgeschachtet und eine Schleuse gebaut.

## Heutige Konstruktion

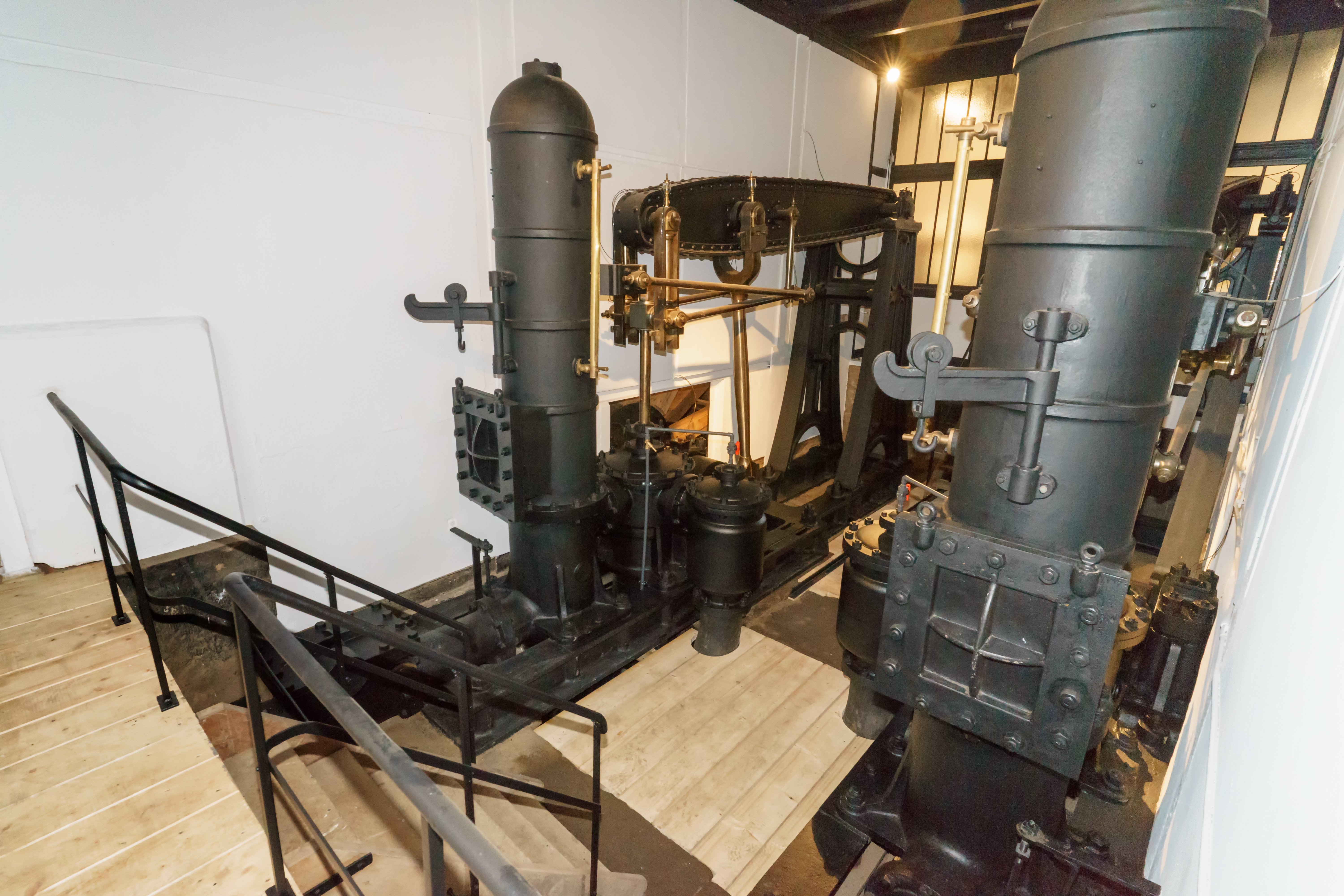
Pumpen im Inneren nach der Restaurierung

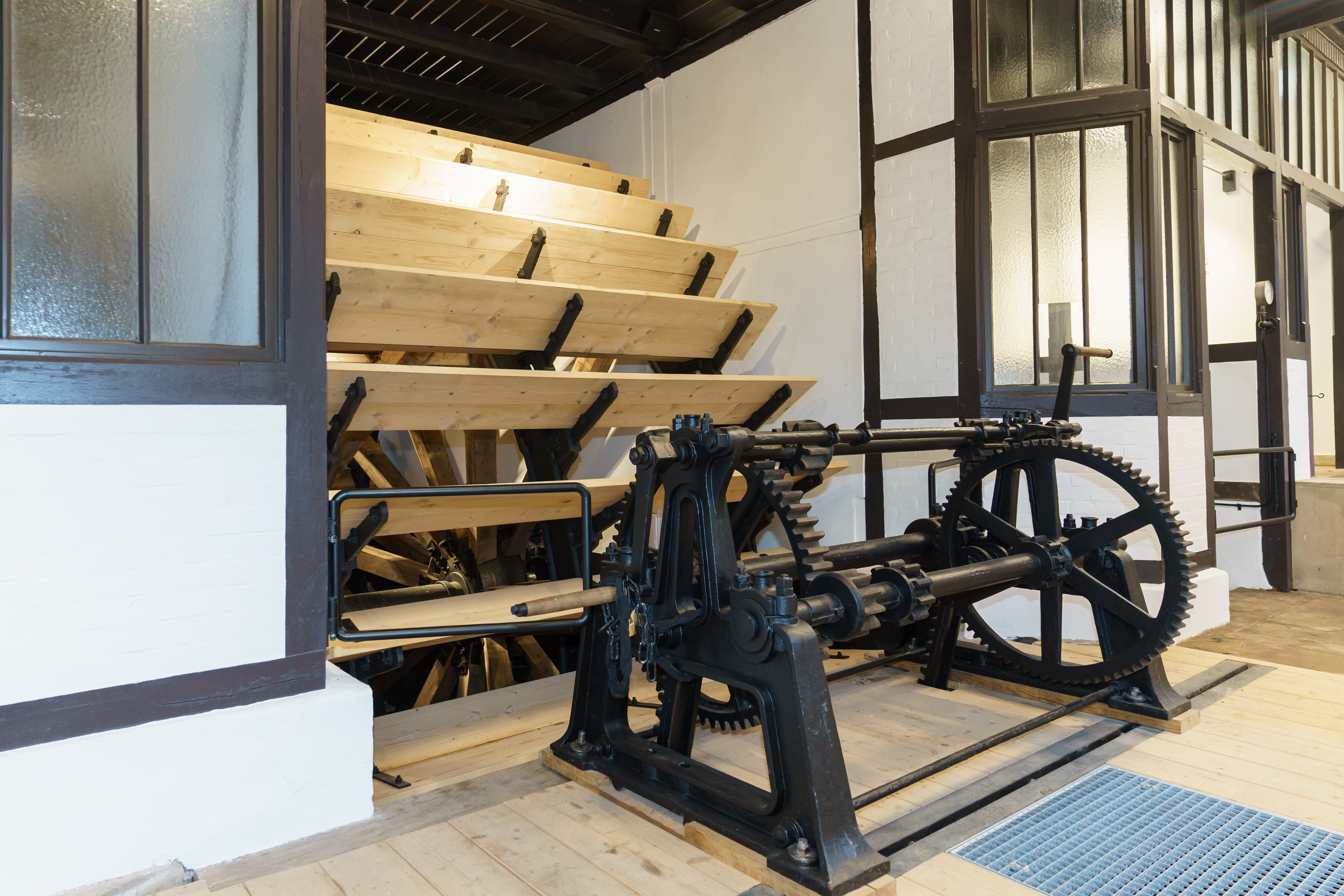
Wasserrad mit Schutzwinde zum Regeln des Wasserzuflusses

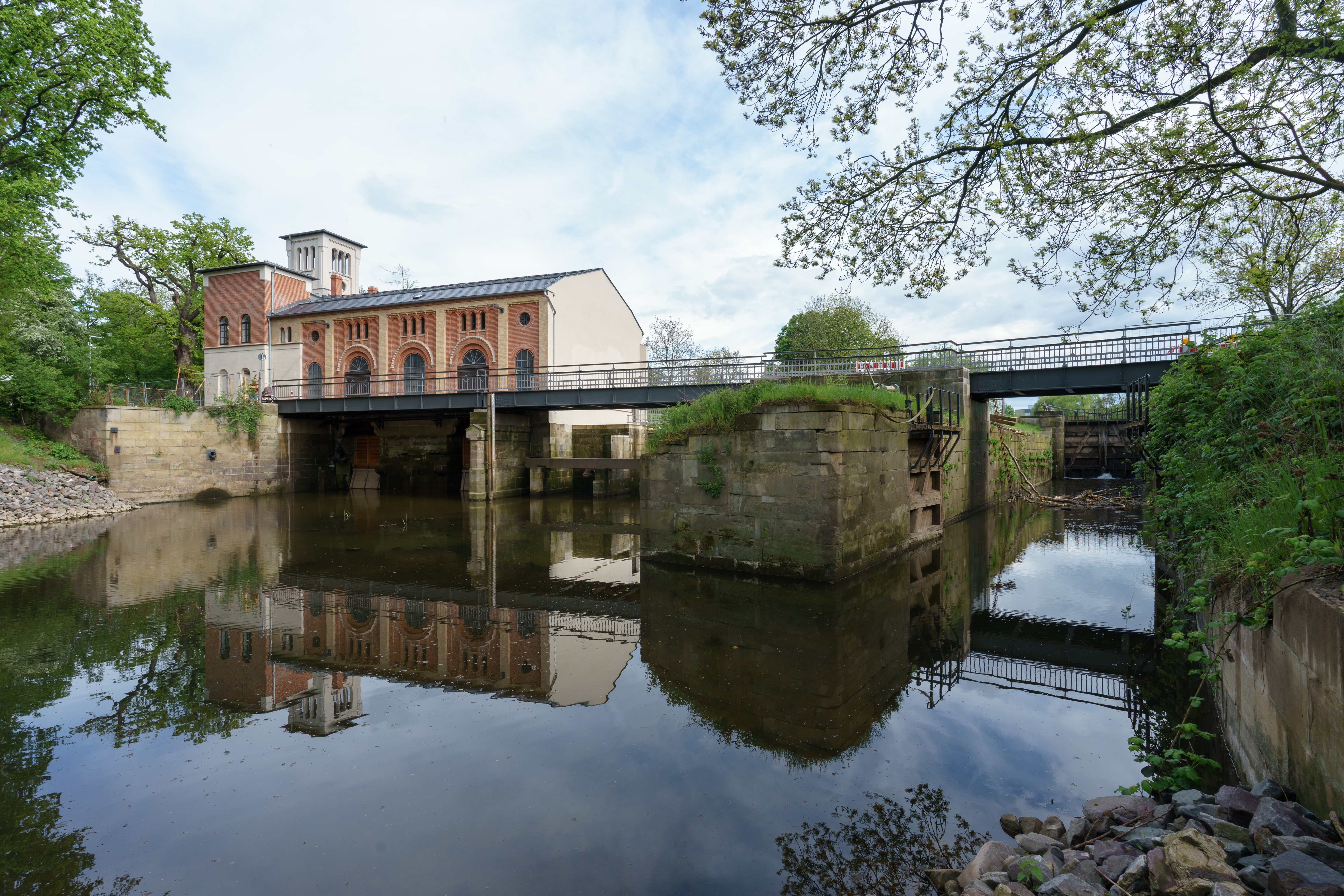
Blick auf die Wasserkunst über den Ernst-August-Kanal

Die Ursprungskonstruktion wurde in den Jahren 1863 bis 1865 auf Geheiß König Georgs V. durch ein „Maschinenwerk von Eisen mit verstärkter Leistung“ ersetzt, das aus 8,47 Meter hohen Wasserrädern und vier von der Egestorffschen Maschinenfabrik gelieferten Pumpenmaschinen besteht, die insgesamt auf 186 PS Leistung kommen. In diesem Zuge wurde 1864 nach Plänen von Georg Heinrich Schuster und Richard Auhagen auch das Pumpenhaus mit einer markanten Dreiturmfassade neu errichtet. Die Aufgabe der Wasserbereitstellung für die Fontäne wird seit 1956 durch eine elektrische Pumpe übernommen, die einen sehr viel höheren Wasserdruck erzeugt, wodurch die Höhe der Fontäne von 67 auf 82 Meter gesteigert werden konnte. Nach der 2013 begonnenen Sanierung wurde die historische Pumpanlage der Wasserkunst im Frühjahr 2021 wieder in Betrieb genommen und förderte dann wieder Wasser der Leine in den großen Garten, das allerdings nur noch die den Großen Garten umgebende Graft mit Wasser versorgt. Im Juni 2023 wurde die Wasserkunst offiziell wieder eingeweiht.